# 巴恩斯鎮區 (堪薩斯州華盛頓縣)
巴恩斯鎮區（英語：Barnes Township）為美國堪薩斯州華盛頓縣轄下的鎮區。2010年美国人口普查中此鎮區人口有212人。

## 地理
巴恩斯鎮區涵蓋總面積為93.1平方（35.93平方英里），其中陸地面積為92.9平方（35.86平方英里），水域面積為0.18平方（0.07平方英里）或0.19%。

## 人口統計
根據2010年美國人口普查，巴恩斯鎮區人口有212人，其中男性有109人，女性有103人，人口密度為每平方公里2.28人，住房計133戶。鎮區內的白人有204人，非裔美國人有0人，美洲原住民有2人，亞裔美國人有0人，太平洋島裔美國人有0人，其他種族有6人，混血種族則有0人。此外鎮區內有12人為西班牙裔或拉丁裔美國人。此鎮區之年齡中位數為48.3歲，而男性年齡中位數為44.8歲，女性年齡中位數為52.1歲。

## 交通

### 主要公路
- 9號堪薩斯州州道
- 148號堪薩斯州州道